# Niuginitrichia
Niuginitrichia is een geslacht van schietmotten uit de familie Hydroptilidae.

## Soorten
Deze lijst van 14 stuks is mogelijk niet compleet.
- N. arakain A Wells, 1990
- N. bomberi A Wells, 1990
- N. brukimnamel A Wells, 1990
- N. bukamak A Wells, 1990
- N. eiloga A Wells, 1990
- N. ismayi A Wells, 1990
- N. kurukut A Wells, 1990
- N. namelbanis A Wells, 1990
- N. peregai A Wells, 1990
- N. rouna A Wells, 1990
- N. sapimarer A Wells, 1990
- N. sulawesica A Wells & J Huisman, 2001
- N. ukarumpa A Wells, 1990
- N. umboina A Wells, 1990